# Jan Janků
Jan Janků (* 10. srpna 1971, Česká Lípa, Československo) je bývalý český atlet, jehož specializací byl skok do výšky.
Jeho největším mezinárodním úspěchem bylo čtvrté místo na HME ve Valencii 1998, kde mj. uspěl jeho bratr Tomáš, který zde získal bronzovou medaili. Jana i Tomáše trénoval jejich otec Jan Janků starší, který se kdysi rovněž věnoval výšce (211 cm - 1971), matkou obou je rovněž výškařka Blanka Janků roz. Matějková. Má jednoho syna a dvě dcery. Od ukončení své atletické kariéry působí jako sportovní manažer a trenér.

## Osobní rekordy
- skok vysoký (hala) - (2,30 m - 2. února 1996, Wuppertal)
- skok vysoký (dráha) - (2,29 m - 10. června 1997, Praha)

## Reprezentace
- HME 1996 (7.), 1998 (4.), 2000 (Q), 2002 (Q)
- ME 1998 (Q), 2002 (8.)
- HMS 1997 (Q)
- MS 1997 (12.), 1999 (Q), 2001 (Q)
- Frankofonní hry Ottawa 2001 (3.)
- 7 mezistátních utkání 1994- 2001 z toho 4x v EP

Soutěže:
- Mistr ČR v hale a na dráze 1995, 1997, 2001.
- Držitel světového rekordu v dvojskoku 218, resp. 220 cm s bratrem Tomášem a J. Bábou.
- Rekordman veteránů ČR nad 35 let: 220 cm (Olomouc 2006).

Vítěz řady mezinárodních závodů a mítinků:
- GP IAAF Zlatá tretra Ostrava 2001 (1.)
- GP IAAF Soluň 2005 (1.)
- Halový mítink Wuppertal 1996 (3.), 1997 (10.), 1998 (3.), 1999 (2.), 2000 (2.), 2001 (1.), 2004 (4.)
- Hochsprung-Meeting Siegen 2002 (2.), 2003 (3.)
- Hochsprung-Meeting Arnstadt 2001 (4.), 2002 (6.)